# Komet Urata-Niidžima
Komet Urata-Niidžima  (uradna oznaka je 112P/Urata-Niijima ) je periodični komet z obhodno dobo okoli 6,7 let. Komet pripada Jupitrovi družini kometov . 

## Odkritje[4]
Komet sta odkrila na fotografski plošči, ki so jo posneli 30. oktobra 1986, japonska astronoma Cuneo Niidžima in Takeši Urata v Odžimi (Ojima). Neodvisno ga je odkril tudi madžarski astronom Miklós Lovas 4. novembra v Piszkestetu. V Brorfeldu so ga našli tudi na starih ploščah, ki so bile posnete že 29. oktobra. 

## Lastnosti
Jedro kometa ima premer okoli 1,8 km .

Ob odkritju sta ocenila magnitudo na 16.